# ساباط کاظم لامی
ساباط کاظم لامی مربوط به دوره قاجار است و در دزفول، محله مشک دوزان واقع شده و این اثر در تاریخ ۱۷ اسفند ۱۳۸۱ با شمارهٔ ثبت ۷۸۹۶ به‌عنوان یکی از آثار ملی ایران به ثبت رسیده است.